# (19935) 1981 EG12
A (19935) 1981 EG12 a Naprendszer kisbolygóövében található aszteroida. Schelte J. Bus fedezte fel 1981. március 1-jén.